# Pfarrkirche St. Martin (Mumpf)

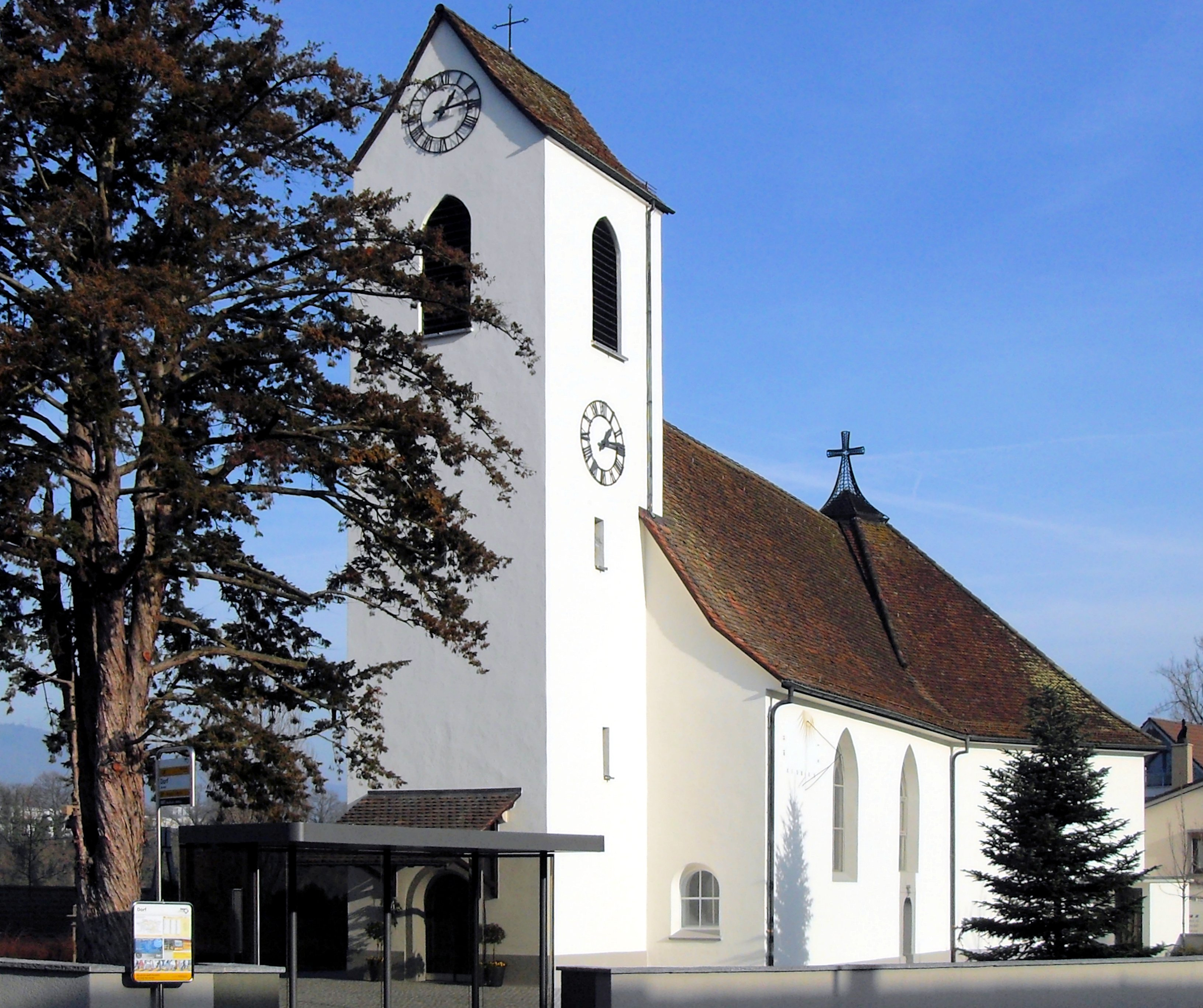
Pfarrkirche St. Martin

Die Pfarrkirche St. Martin ist die römisch-katholische Pfarrkirche von Mumpf im Kanton Aargau. Sie steht nahe dem Ufer des Rheins. Die dem heiligen Martin von Tours geweihte Kirche reicht zum Teil bis ins 10. Jahrhundert zurück, erhielt mit der Zeit ein frühbarockes Äusseres und wurde mehrmals stark verändert (zuletzt 1957).

## Geschichte
Zwar erfolgte die erste urkundliche Erwähnung der Kirche erst im Jahr 1302, doch verschiedene archäologische Untersuchungen und Quervergleiche deuten darauf hin, dass sie im 10. Jahrhundert als Eigenkirche des Stiftes Säckingen entstanden ist. Bis 1803, als die Kollatur an den Kanton Aargau überging, war ein Mitglied des Säckinger Münsterklerus für die Seelsorge zuständig. Die Pfarrei umfasste bis 1938 auch die Gemeinde Wallbach.
1541 verlängerte man das mittelalterliche Gebäude nach Westen und fügte den heute noch bestehenden Kirchturm an, 1683 errichtete man das Langhaus neu. Als der Chor einzustürzen drohte, wurde er 1741 ersetzt. 1903 erfolgte eine Aussenrenovierung, 1939 bis 1941 eine Gesamtrenovierung mit dem Anbau einer zweiten Sakristei. Der Chor wurde 1956/57 abgebrochen und durch einen rund dreimal grösseren Neubau ersetzt.

## Bauwerk
Ältester Teil des geosteten Kirchengebäudes ist der gedrungen wirkende spätgotische Kirchturm von 1541. An diesen schliesst sich das zweiachsige von einem Satteldach gedeckte Kirchenschiff aus dem späten 17. Jahrhundert an. Die Spitzbogenfenster sind mit stark abgeschrägten Laibungen in die Schiffswände geschnitten und besitzen ein zweilanzettiges Masswerk. Beim turmseitigen Südfenster befindet sich eine Sonnenuhr. Über dem modernen hexagonalen Chor erhebt sich ein Zeltdach; es übernimmt die Schiffstraufe und überragt leicht die Firstlinie. Die Seitenlängen des Chors entsprechen der Breite des Langhauses. Im Innern gelangt man durch das tonnengewölbte Turmerdgeschoss, das als Vorhalle dient, in das Kirchenschiff. Historistische Rundscheiben in den Scheiteln der Fenster enthalten Darstellungen eucharistischer Symbole.